# Дом физиков-ядерщиков на Песчаной улице

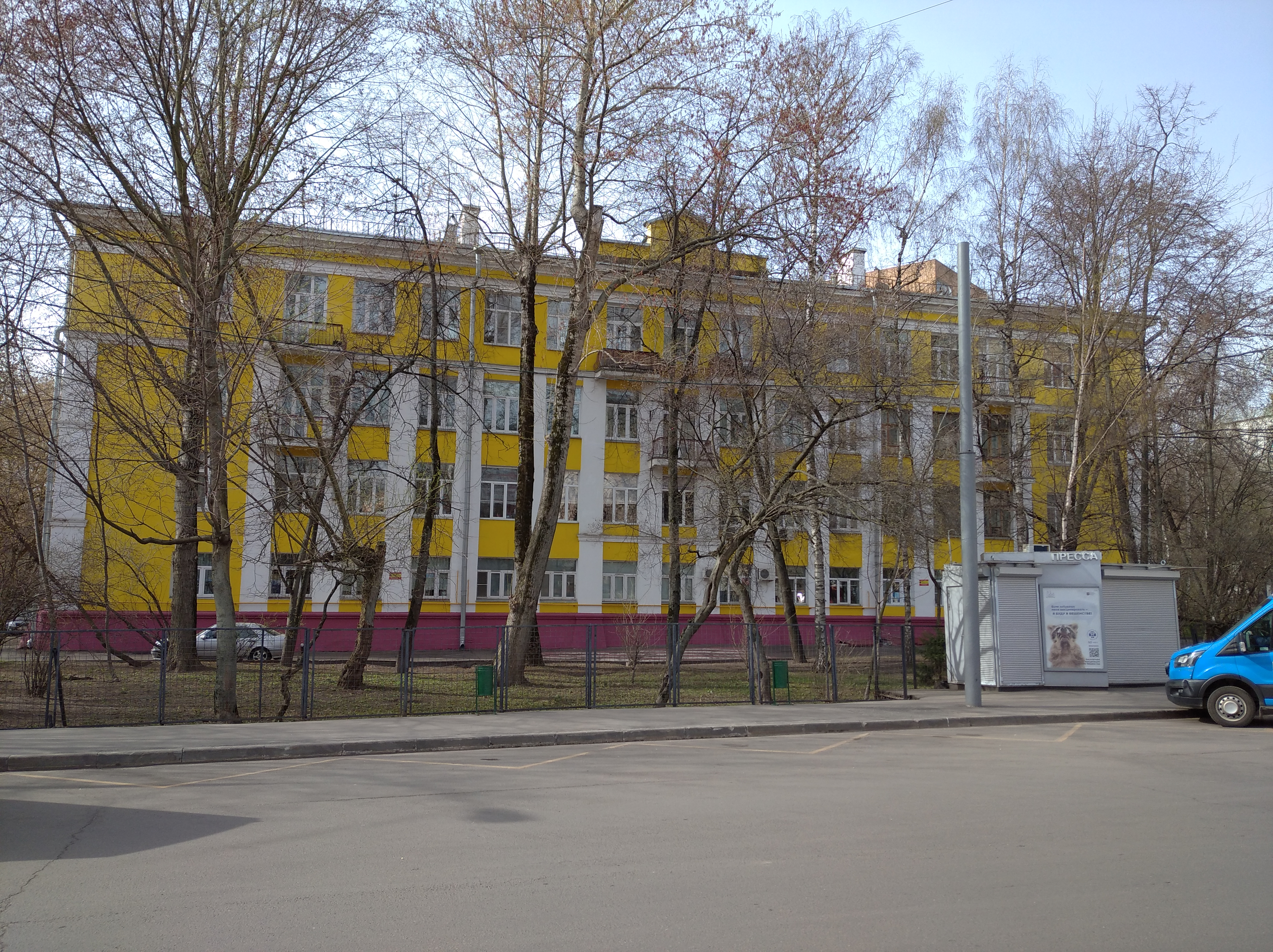
Дом со стороны конечной остановки общественного транспорта

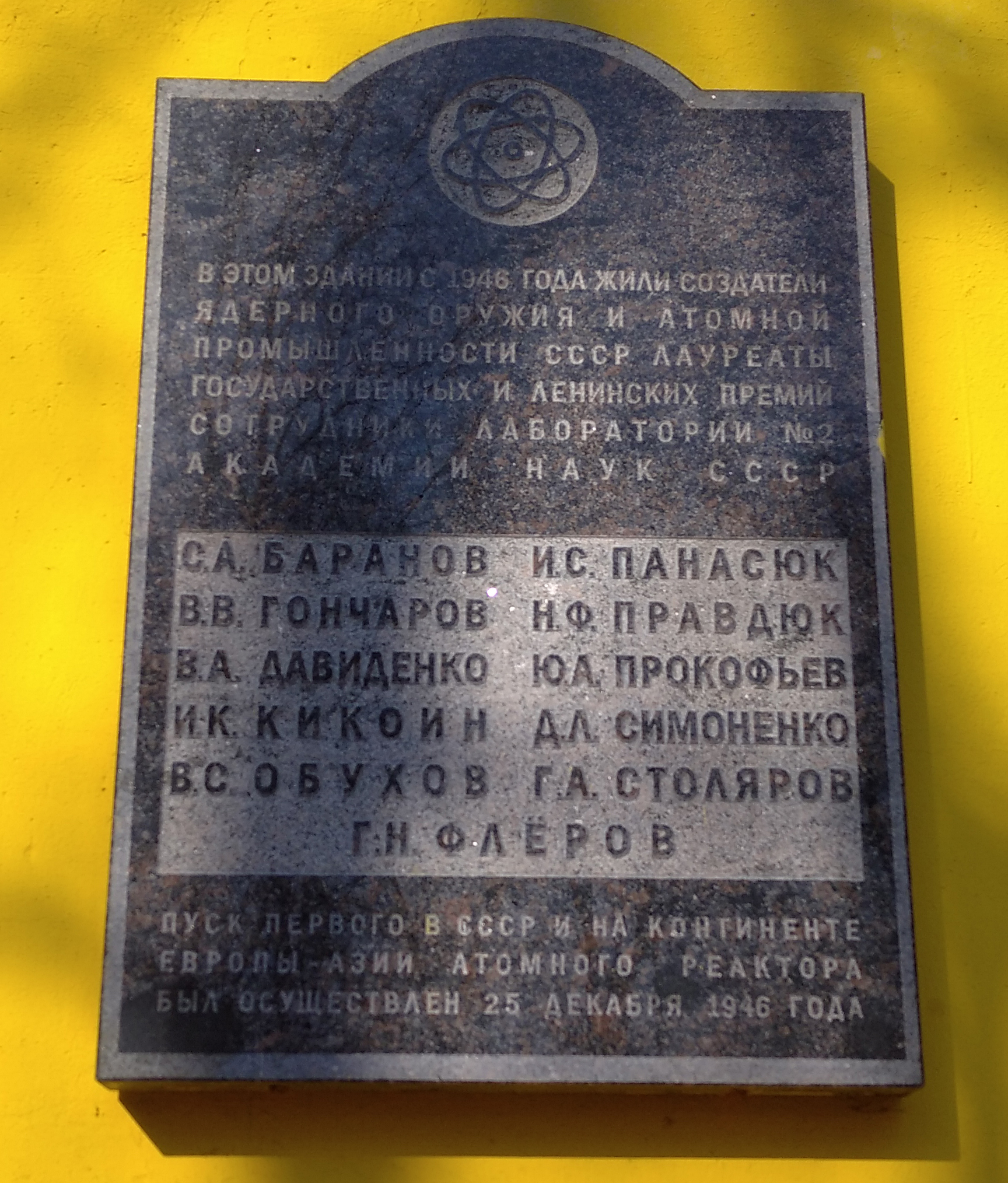
Мемориальная доска

Дом физиков-ядерщиков — жилой дом в Москве, расположенный по адресу Песчаная улица, 10. Построен в 1945 году для сотрудников Лаборатории № 2 (ныне Курчатовский институт).

## История
Строительство здания было начато незадолго до начала Великой Отечественной войны по типовому проекту школы, разработанному архитектором Б. В. Леоновым для строительства в 1940—1941 годах. Здание так и не было введено в эксплуатацию.
11 февраля 1943 года была создана Лаборатория № 2 АН СССР, основной задачей которой являлось создание ядерного оружия. Она разместилась на Октябрьском поле. В марте 1943 года возглавлявший Лаборатория № 2 И. В. Курчатов писал Наркому химической промышленности СССР М. Г. Первухину о необходимости обеспечить сотрудников Лаборатории «нормальными жилищными условиями», поскольку они «не имели и не имеют жилплощади в Москве, так как до войны жили и работали в Ленинграде и Свердловске». На это последовало личное указание И. В. Сталина и Постановление Государственного Комитета Обороны от 3 декабря 1944 года за № 7069-СС, в пункте 5.е. которого было сказано: «Обязать Мосгорисполком … передать в недельный срок Лаборатории № 2 Академии наук СССР недостроенный жилой дом № 14 по Песчаной улице, а НКВД СССР (т. Сафразьяна) достроить этот дом к 1 мая 1945 г. под жильё для работников указанной Лаборатории». Председатель Мосгорисполкома Г. М. Попов в письме от 26 декабря 1944 год предложил вместо дома на Песчаной улице «передать Лаборатории № 2 две секции недостроенного дома № 71а по Б. Калужской улице» (современный Ленинский проспект). 9 января 1945 года В. В. Чернышёв и В. А. Махнев, заместители куратора атомного проекта Л. П. Берии, написали на его имя записку, в которой отмечали: «Предложение т. Попова неприемлемо, ввиду того что: 1. Переданный Лаборатории № 2 дом по Песчаной улице находится вблизи от Лаборатории (1,5 километра), а дом, предлагаемый Мосгорисполкомом на Б. Калужской, расположен в 18 километрах от Лаборатории, и достроить его можно не раньше декабря …; 2. Учитывая срочность задания по достройке дома по Песчаной улице — 1 мая с. г., … уже проведена большая подготовительная работа по этому дому: завезены строительные материалы, оборудовано жилье для строителей, где они уже и размещены. … Просим Вас отклонить просьбу Мосгорисполкома». На записку была наложена резолюция: «т. Попов. Надо крепко помочь этой организации. Л. Берия. 11/1.45».
Таким образом, было решено приспособить под жильё сотрудников недостроенный дом № 14 по Песчаной улице. Работами по перепланировке типового здания школы под жилой дом занялся архитектор Ю. А. Дульгиер, принимавший участие в строительстве Лаборатории № 2. Он быстро разработал эскизный проект и началась реконструкция здания. Проекты фасадов выполнил архитектор М. И. Мотылёв. Помимо внутренней перепланировки у здания появились дополнительные окна и балконы. Было устроено два подъезда, оборудованы одно-, двух-, трёх-, четырёх- и пятикомнатные квартиры. В справке от 20 августа 1945 года И. В. Курчатов отмечал: «Принят от Мосгорисполкома жилой дом № 14 по Песчаной улице».
В середине 1940‑х годов началось заселение дома. Изначально в доме было печное отопление, трубы выходили на улицу. Жильцы готовили на печных плитах или керосинках. Дом был обнесён высоким забором, у проходной находился пост охраны. Ежедневно в 7:30 утра к проходной подъезжал специальный автобус, прозванный «колумбиной», который отвозил сотрудников Лаборатории № 2 на работу. Забор с постом охраны были демонтированы в первой половине 1950-х годов. Примерно в 1960-х годах дом стал значиться под № 10.
В 2005 году группа из 14 академиков РАН написали в мэрию Москвы письмо с просьбой присвоить зданию статус мемориального. 19 июля 2007 года на фасаде дома торжественно открыли мемориальную доску с именами живших здесь физиков-ядерщиков. Присутствовавший на церемонии академик Е. П. Велихов назвал дом «символом эпохи». Глава управы района Сокол Фазиль Измайлов сказал: «Мемориальная доска — это не только память о людях, живших здесь, и знак признания их заслуг. Это глубоко патриотическая акция, имеющая большое значение для воспитания молодого поколения. Её цель — напомнить о великой истории великой страны».
Мемориальная доска представляет собой полированную плиту чёрного гранита размером 1,6 × 1,1 м. В верхней её части изображён символ мирной атомной энергетики — атомное ядро, окружённое тремя орбитами электронов. Текст мемориальной доски гласит:
В этом здании с 1946 года жили создатели ядерного оружия и атомной промышленности СССР, лауреаты Государственных и Ленинских премий, сотрудники лаборатории № 2 Академии наук СССР С. А. Баранов, В. В. Гончаров, В. А. Давиденко, И. К. Кикоин, В. С. Обухов, И. С. Панасюк, Н. Ф. Правдюк, Ю. А. Прокофьев, Д. Л. Симоненко, Г. А. Столяров, Г. Н. Флёров. Пуск первого в СССР и на континенте Европы-Азии атомного реактора был осуществлен 25 декабря 1946 года
Помимо сотрудников Лаборатории № 2, перечисленных на мемориальной доске, в доме также жили академик АН СССР Г. И. Будкер, академик АН Белорусской ССР А. К. Красин, член‑корреспондент АН СССР П. Е. Спивак, лауреат двух Сталинских премий Б. Г. Дубовский, лауреат Сталинской премии М. И. Корнфельд. Дом периодически посещали академики И. В. Курчатов и Ю. Б. Харитон. Бывал здесь в гостях и чемпион мира по шахматам М. М. Ботвинник.
В 2000-х годах дом имел статус выявленного объекта культурного наследия, но в 2009 году ему было отказано в принятии под государственную охрану. И хотя сотрудники Курчатовского института и местные жители ставили вопрос о включении дома № 10 по Песчаной улице в реестр объектов культурного наследия, он долгое время находился под угрозой сноса. В акте разрешённого использования, датированного 15 мая 2008 года и продлённого 27 сентября 2009 года, с адресом ул. Песчаная, вл. 10 помимо прочего говорилось: «На участке расположены рекомендованные к сносу 4-этажный жилой дом и 45 металлических гаражей, рекомендованные к выводу». Разрешение на строительство на этом участке было подписано в 2004 году мэром Москвы Ю. М. Лужковым. В начале 2010-х годов мастерская «Четвёртое измерение» разработала проект строительства на месте дома физиков-ядерщиков нового жилого комплекса, включающего три тринадцатиэтажные башни обтекаемой формы и двухэтажный детский сад на 55 мест. Жителей снесённого дома предполагалось переселить в один из новых корпусов. Однако в 2012 году руководство города отозвало разрешение на строительство. В список домов, попадающих под программу реновации, он также включён не был.